# Víctor Alberto Ramos
Víctor Alberto Ramos (n. 22 de abril de 1945) es un geólogo argentino que ha contribuido a la paleogeografía y tectónica de placas de América del Sur. Su trabajo se centra en los procesos de formación de la Cordillera de los Andes. Se desempeña como Investigador del CONICET y la Universidad de Buenos Aires.

## Trayectoria
Ramos se graduó de Licenciado en Ciencias Geológicas de la Universidad de Buenos Aires en 1965. En 1968 realizó una Maestría en Holanda. En 1970 se gradua como Doctor en Geología de la Universidad de Buenos Aires.
Ramos fue el primero en reconocer la existencia de Chilenia y el antiguo mar que lo separó del resto de América del Sur (entonces parte de Gondwana). En el momento del descubrimiento en la década de 1980 se consideró que era especulativo. En una conferencia de 1988 en Chile, el descubrimiento de Chilenia no fue bien recibido e incluso recibió burlas. Sin embargo con el tiempo se confirmó su teoría y el descubrimiento le valió ser incluido como miembro de la Academia de Ciencias de Chile en 2001.
Junto con otros investigadores, Ramos ha propuesto cambiar la edad del límite Jurásico - Cretácico de 145 millones de años atrás a 140 Ma, haciendo que el Jurásico sea más largo. Esta propuesta se deriva de un estudio de 2014 basado en bioestratigrafía y datación radiométrica de ceniza en la formación Vaca Muerta en la cuenca de Neuquén, Argentina. En palabras de Ramos, el estudio serviría como un "primer paso" para cambiar formalmente la edad en el Unión Internacional de Ciencias Geológicas.
Ramos ha propuesto que la masa terrestre de la Patagonia se originó como un terreno alóctono que se separó de la Antártida y atracó en América del Sur de 250 a 270 Ma en el Pérmico. Un estudio de 2014 de Robert John Pankhurst y compañeros de trabajo rechazan la idea de una Patagonia de larga distancia alegando que es más probable su origen autóctono.

## Publicaciones
Selección de las publicaciones más citadas de Víctor Ramosː
- Jordán, T. E., Isacks, B. L., Allmendinger, R. W., Brewer, J. A., Ramos, V. A., & Ando, C. J. (1983). Andean tectonics related to geometry of subducted Nazca plate. Geological Society of America Bulletin, 94(3), 341-361.
- Mpodozis, C., & Ramos, V. (1990). The Andes of Chile and Argentina.
- Coira, B., Davidson, J., Mpodozis, C., & Ramos, V. (1982). Tectonic and magmatic evolution of the Andes of northern Argentina and Chile. Earth-Science Reviews, 18(3-4), 303-332.

## Distinciones
- 2013 Premio México de Ciencia y Tecnología.[11]
- 2013 Premio Konex de Platino[1]
- 2013 Diploma al Mérito Konex[1]
- 1993 Miembro Honorario de la Sociedad Americana de Geología
- 1988 Becario de la Guggenheim Foundation
- 1983 Premios TOYP - JCI Buenos Aires

## Conferencista
Víctor Ramos ha sido profesor visitante en:
- Universidade Federal de Ouro Preto, Brasil
- Universidad de Cornell, Estados Unidos
- Universidad de Chile, Chile
- Universidad Nacional de Salta, Argentina
- Universidad Nacional de San Juan, Argentina
- Universidad Nacional de San Luis, Argentina
- Universidade Federal do Rio Grande do Sul, Brasil
- Universidad de São Paulo, Brasil
- Universidad Nacional del Sur, Argentina
- Universidad Nacional de Córdoba, Argentina
- Universidad Nacional de Asunción, Paraguay
- Universidad de la República, Uruguay